# الزورق (نجم)
أو جاما النهر بالإنكليزية Gamma Eridani واسمه التقليدي Zaurak وهو نجم في كوكبة النهر .
يملك الزورق قدرا ظاهريا يصل إلى 2.95 وينتمي إلى الفئة الطيفية M0.5IIICa-ICr ويبعد 195 سنة ضوئية عن الأرض.